# Murciai püspöki palota
A murciai püspöki palota a spanyolországi Murcia város egyik 18. századi műemléke, a Murciai egyházmegye központja.

## Története
Korábban azon a helyen (vagy annak közelében), ahol ma a püspöki palota áll, egy alcázar típusú erődítmény állt. Az 1733-as nagy árvíz azonban jelentősen megrongálta ezt az épületet, ami ráadásul amúgy is túlzottan eltakarta a kilátást a székesegyház felé, ezért úgy döntöttek: azt lebontják, és nagyjából a helyén felépítik az új püspöki palotát. Az építkezés 1754-ben kezdődött, de csak 1786-ra fejeződött be. Gazdag díszítését (például a homlokzaton elhelyezett címerek, valamint frízek és freskók) nagyrészt Baltasar Canesto mesternek köszönheti.

## Leírás
A palota, amelyről úgy tartják, a székesegyházzal együtt az egész régió legjelentősebb építészeti együttesét alkotják, a délkelet-spanyolországi Murcia történelmi belvárosában található, a Segura folyó közvetlen közelében, annak bal (északi) partján. Stílusa barokk, itáliai manierista hatásokkal, és a belső lépcsőház is a római barokk jellegzetességekkel mutat rokonságot. Két jól elkülöníthető, de egybeépült fő részből áll: maga a palota egy 50 méter oldalhosszúságú négyzetet formáz, ennek délkeleti sarkához pedig hozzátoldottak egy déli irányba elnyúló másik épületrészt. Ebben található a Martillo néven is emlegetett úgynevezett Püspök kilátója nevű épületrész (nem torony), ahonnan nem csak a folyóra, hanem a város jó részére is kilátás nyílik. A négyzet alakú rész egy szintén négyzet alakú belső udvart zár körül, amely árkádokkal van körülvéve, összesen 12 darab félköríves boltívvel.

## Képek

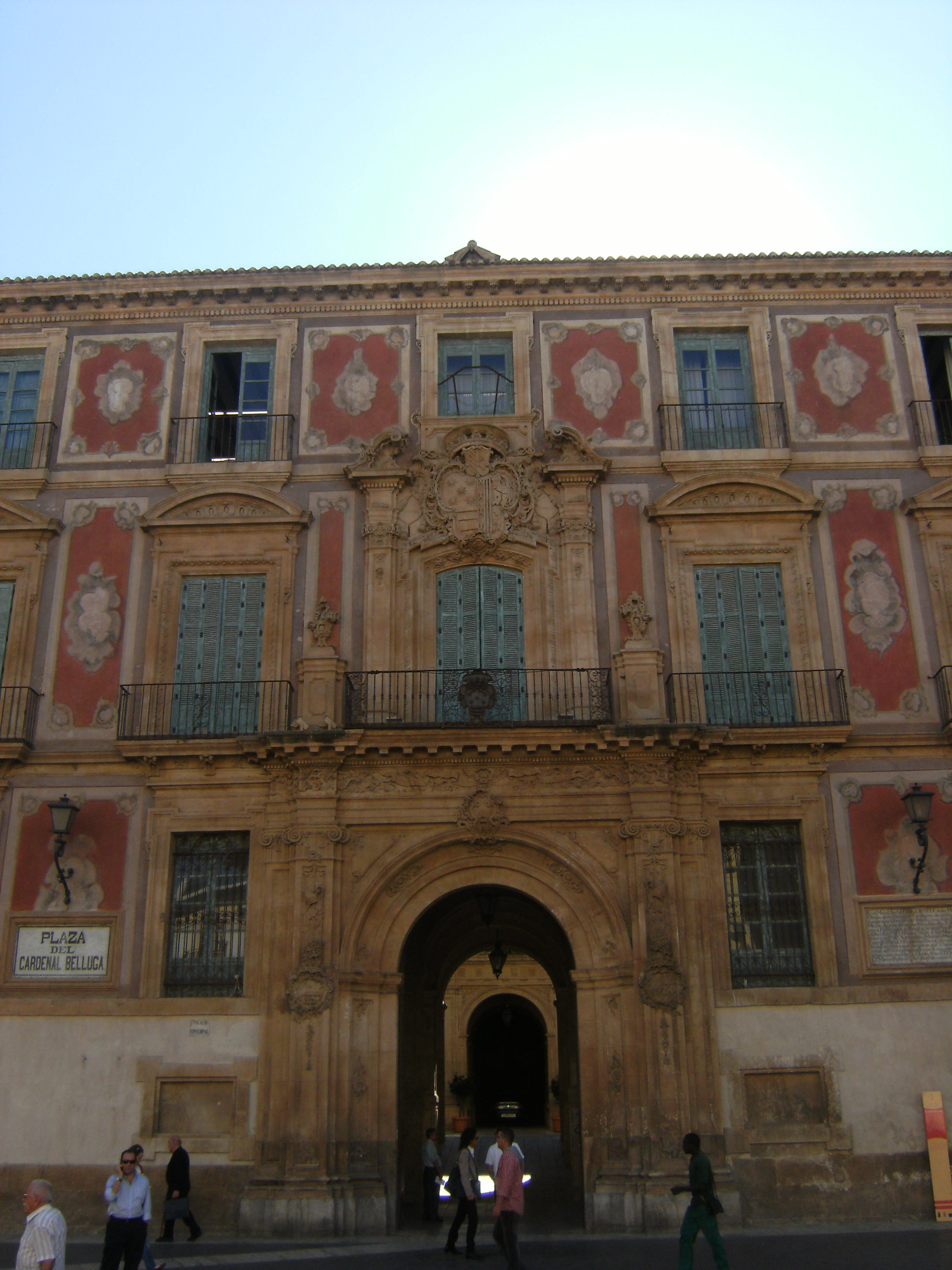
Homlokzati részlet a főkapuval
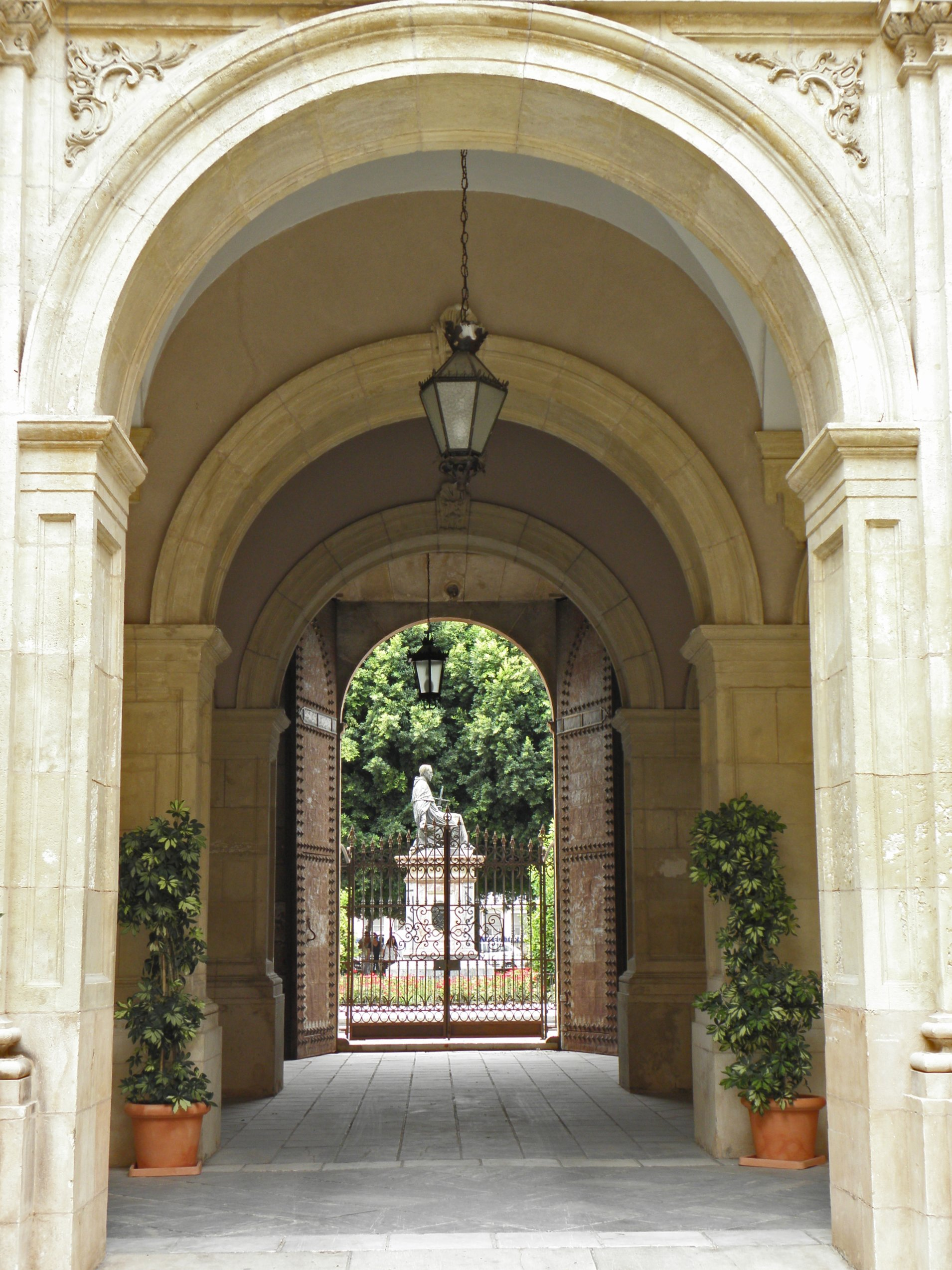
Átjáró
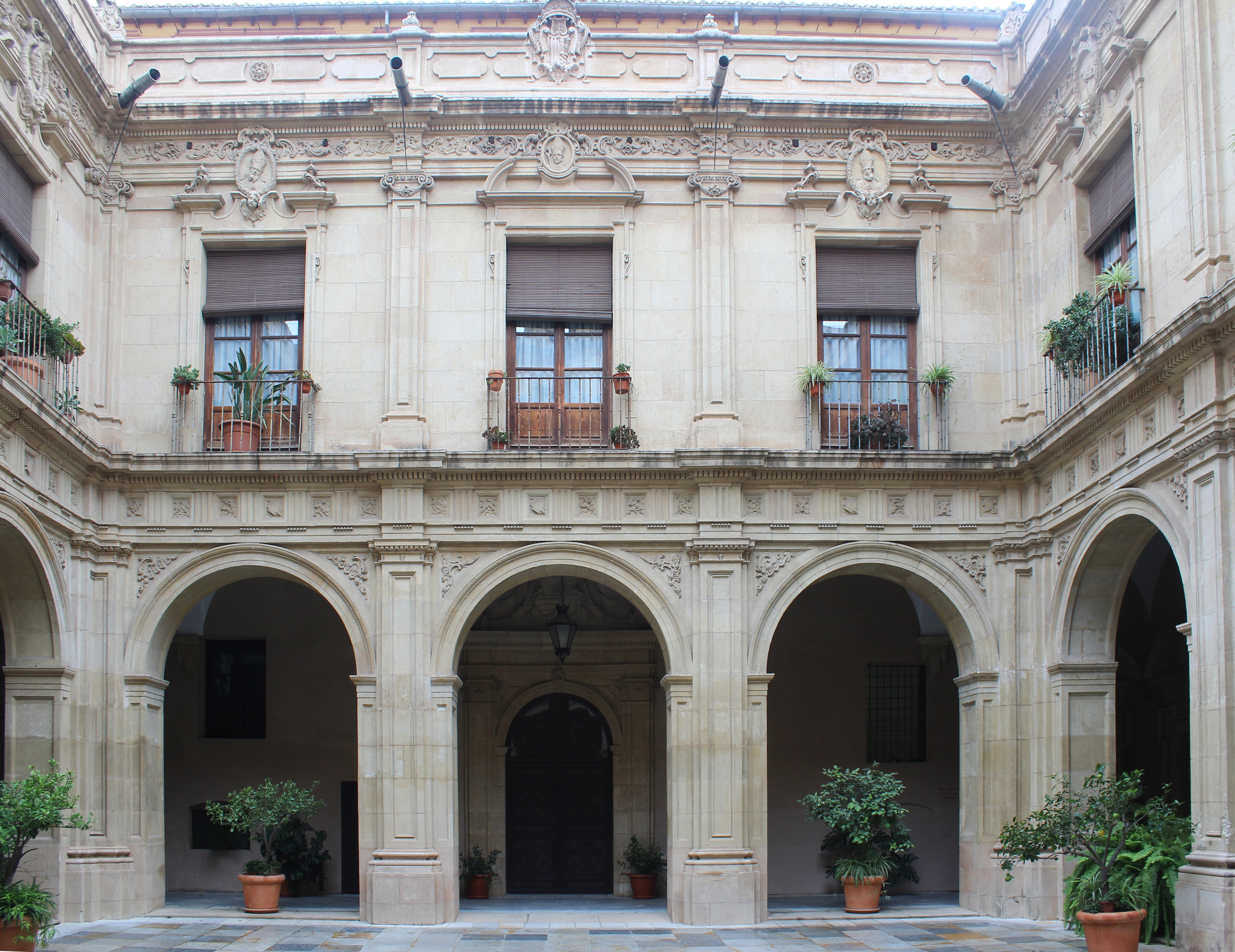
A belső udvar
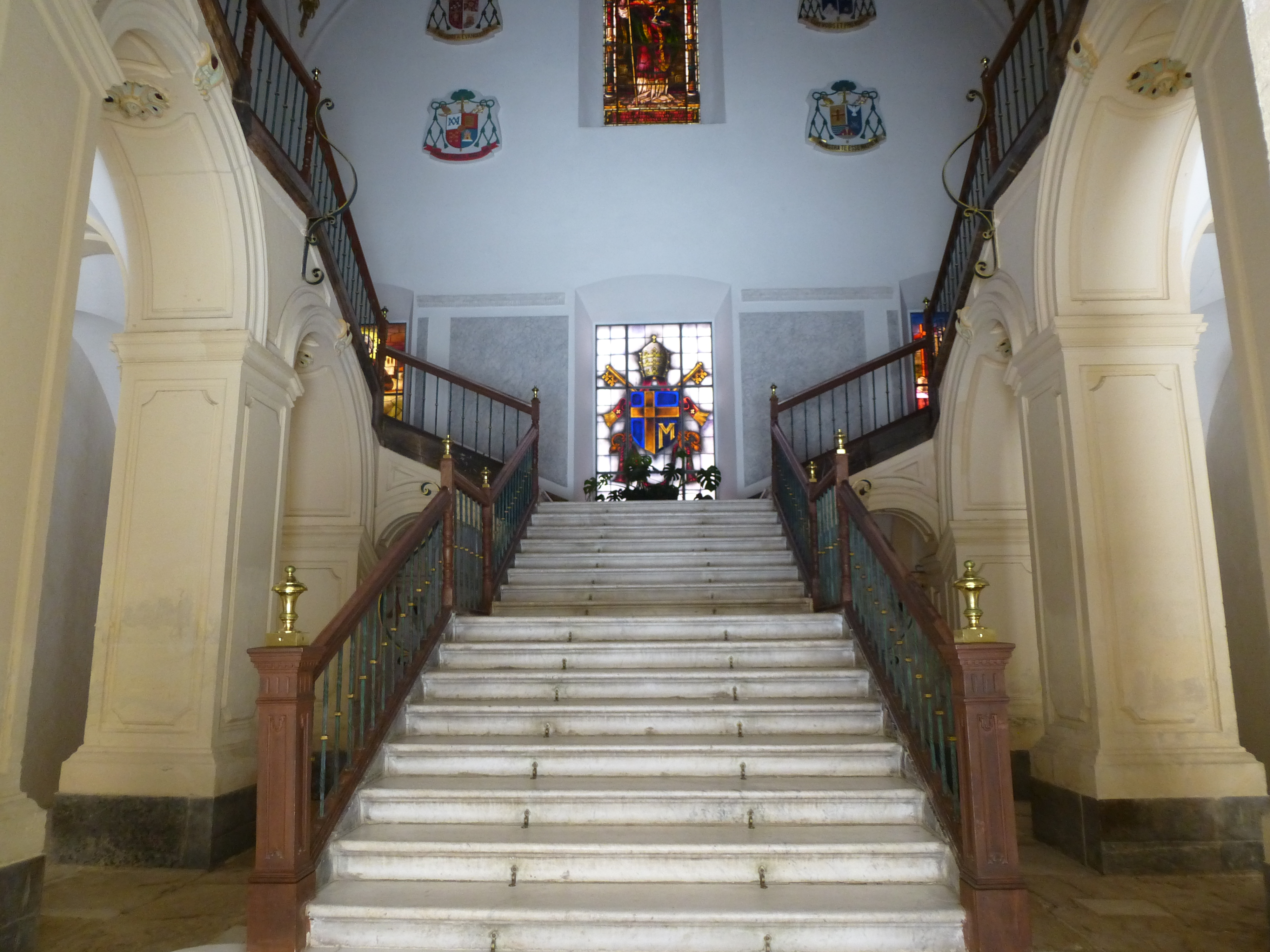
A lépcsőház